# Păulești (Satu Mare)
Păulești é uma comuna romena localizada no distrito de Satu Mare, na região histórica da Transilvânia. A comuna possui uma área de 41.71 km² e sua população era de 4898 habitantes segundo o censo de 2007.